# Чёрная орхидея (фильм, 2006)
«Чёрная орхидея» («Чёрный георгин», англ. The Black Dahlia) — фильм американского режиссёра Брайана Де Пальмы по мотивам одноимённого детектива Джеймса Эллроя. Картина открыла Венецианский кинофестиваль в 2006 году (премьера состоялась 30 августа). Российский прокатчик фильма — компания «Централ партнершип» — отказался от точного перевода названия, выбрав вариант «Чёрная орхидея».

## Сюжет
Детективы Лос-Анджелесского полицейского департамента (LAPD) Дуайт «Баки» Блайхерт и Ли Бланшар становятся напарниками после участия в боксёрском матче, организованном для повышения поддержки департамента среди общественности. Ли знакомит Баки со своей девушкой Кей Лейк, и троица становится неразлучной. Баки шокирован, когда Кей признаётся, что у неё нет интимных отношений с Ли, а позже она пытается его соблазнить, но он отказывается. Баки также узнаёт, что Кей была клеймлена инициалами «BD» — Бобби ДеУитта, гангстера, чей арест и осуждение за крупное ограбление банка обеспечили Ли карьерный успех.
Вскоре после этого, 15 января 1947 года, находят расчленённое тело Элизабет Шорт, которую пресса называет «Чёрным георгин». Оба детектива одержимы желанием раскрыть это дело.
Баки выясняет, что Элизабет была начинающей актрисой, снявшейся в порнографическом фильме, и общалась с лесбиянками. Он посещает лесбийский ночной клуб и встречает Мадлен Линскотт, которая очень похожа на Элизабет. Мадлен, происходящая из влиятельной семьи, рассказывает Баки, что была «очень близка» с Элизабет, но просит не упоминать её имя в прессе в обмен на сексуальные услуги. Почти сразу она знакомит его со своими богатыми родителями.
Одержимость Ли делом делает его поведение неустойчивым и агрессивным по отношению к Кей. После жестокого спора о прошлом деле Баки отправляется к дому Ли и Кей, чтобы извиниться, но Кей рассказывает ему, что Ли отправился по наводке на Бобби ДеУитта. Баки находит ДеУитта в атриуме здания, где Ли застреливает его, но вскоре видит, как неизвестный человек душит Ли, после чего второй нападающий выходит из тени и перерезает Ли горло. Ли и его убийца падают с балкона и разбиваются насмерть.
Горе от потери Ли толкает Баки и Кей к интимной близости. На следующее утро Баки находит спрятанные деньги в ванной комнате Ли и Кей. Кей признаётся, что была девушкой ДеУитта, который её избивал. Ли спас её, украл деньги ДеУитта и отправил его в тюрьму. Баки понимает, что Ли пошёл убить ДеУитта, и в ярости уходит к Мадлен, где замечает картину с изображением зловещего клоуна. Кей следует за ним и приходит в ужас, увидев, насколько Мадлен похожа на Чёрного георгина.
Баки начинает складывать воедино фрагменты дела и вспоминает, что декорации из другого фильма, «Человек, который смеётся», совпадают с декорациями из порнографического фильма Элизабет. В титрах фильма упоминается Эммет Линскотт, отец Мадлен, и Баки выясняет, что Эммет использовал старые съёмочные площадки для строительства дешёвого жилья-ловушек. В одном из домов под знаком Hollywoodland Баки узнаёт декорации из фильма Элизабет. Он находит доказательства в сарае, что Элизабет была убита и расчленена там, а также рисунок мужчины с «Глазгоуской улыбкой», напоминающий картину в доме Мадлен и ужасающую улыбку, вырезанную на лице Элизабет.
Баки сталкивается с Мадлен и её отцом в их доме, где мать Мадлен, Рамона, признаётся, что убила Элизабет. Она объясняет, что Мадлен была дочерью не Эммета, а его лучшего друга Джорджи. Она говорит, что Джорджи был очарован, наблюдая за съёмками Элизабет в порнографическом фильме. Рамона была возмущена мыслью, что Джорджи может спать с женщиной, так похожей на его дочь, и заманила Элизабет в дом, где убила её. Прежде чем Баки успевает что-то предпринять, Рамона стреляет в себя.
Через несколько дней, вспомнив слова Ли во время расследования, Баки навещает сестру Мадлен, Марту, с вопросами. Он узнаёт, что Ли знал о связи Мадлен и Элизабет и шантажировал её отца, чтобы сохранить тайну. Баки находит Мадлен в дешёвом мотеле, где она признаётся, что это она перерезала горло Ли. Несмотря на её уверенность, что Баки хочет её, а не убить, он стреляет в неё. Затем Баки отправляется к Кей, которая приглашает его в дом и закрывает за ним дверь.

## В ролях
| Актёр              | Роль                         |
| ------------------ | ---------------------------- |
| Джош Хартнетт      | офицер Дуайт «Баки» Блайкерт |
| Скарлетт Йоханссон | Кэй Лэйк                     |
| Хилари Суонк       | Мэдлин Линскотт              |
| Аарон Экхарт       | сержант Лиланд «Ли» Бланчард |
| Миа Киршнер        | Элизабет Шорт                |
| Роуз Макгоуэн      | Шерил Сэддон                 |

## Создание
Первоначально режиссёром фильма должен был стать Дэвид Финчер.

### Кастинг
- Долгое время претендентом на роль сержанта Бланчарда назывался Марк Уолберг. Когда к проекту был привлечён Де Пальма, Уолберг был заменён Аароном Экхартом (Уолберг ушёл в проект «Ограбление по-итальянски»)[7].
- Роль Чёрной Георгины — Элизабет Шорт изначально была предложена Мэгги Джилленхол. Актриса отказалась от участия в проекте, и роль отошла Мии Киршнер.
- На роль Мэдлин Линскотт планировалась актриса Ева Грин, однако она отказалась от участия.
- Брайан Де Пальма очень хотел снимать в этом фильме Роуз Макгоуэн. Актриса получила предложение сыграть Шэрил Сэддон задолго до начала съёмок.

### Съёмки
Все съёмки проходили в павильонах Болгарии и Лос-Анджелеса.
Для павильонных съёмок в Болгарии художник картины Данте Ферретти, работавший ещё с Федерико Феллини и Пьером Паоло Пазолини), специально создал 25 интерьеров-декораций, среди которых были часть лос-анджелесского Чайна-тауна, городских улиц и места преступления. Ферретти воссоздал также полицейский участок образца 1947 года, мотель «Red Arrow» и ночной клуб «Laverne». За 2 месяца до начала съёмок в Болгарию из США было доставлено 7 больших контейнеров с необходимыми историческими деталями, а из Италии и Великобритании было завезено 50 американских автомобилей того времени.
Изначально над музыкой к фильму работал Джеймс Хорнер, но в феврале 2006 года стало известно, что его заменил Марк Айшем.

## Награды и номинации
- Венецианский кинофестиваль 2006 — участие в конкурсной программе